# Artemio de Antioquía
San Artemio de Antioquía († 362 o 363, según distintas fuentes), conocido como Challita en la tradición maronita, fue un general del Imperio Romano, dux Aegypti (Prefecto Imperial de Egipto). A pesar de ser arriano está considerado santo en la Iglesia Ortodoxa y la Iglesia Católica, valorado como "Megalomártir".

## Biografía
Artemio era egipcio por nacimiento, logrando servir como oficial bajo el emperador Constantino I. Constancio II le ordenó ir «más allá del Danubio» y devolver a Constantinopla las reliquias de Andrés el Apóstol —desde Patras—, de Lucas el Evangelista —desde Tebas, en Grecia— y san Timoteo —desde Éfeso—. Artemio cumplió su tarea y fue recompensado con el nombramiento al cargo de dux Aegypti (360).
Un año más tarde, a la muerte repentina de Constancio, su primo Juliano, que renegó públicamente del cristianismo y se declaró pagano, se convirtió en el emperador romano. El pueblo de Alejandría acusó a Artemio de haber demolido sus templos y destruido sus ídolos, por lo que Juliano lo condenó a muerte. Artemio fue decapitado en el año 363 en la ciudad de Antioquía, donde le había retirado el emperador Juliano por la mala administración de su provincia. Los cargos provenían de la persecución de los paganos en Alejandría —durante su mandato como Prefecto Imperial de Egipto—, y el uso de tropas en la captura y despojo del Serapeo.
Según Amiano Marcelino, cuando la noticia de su muerte llegó hasta Alejandría hubo una explosión de alegría. El obispo arriano Jorge de Capadocia, que al final del reinado del Constancio II se había apropiado del mitreo y otros templos de la ciudad, fue masacrado en esta misma época por una turba pagana. El mismo Artemio, «brazo armado» del obispo Jorge, «había destruido numerosos ídolos»; no solo le detestaban los paganos, sino también los cristianos partidarios del Concilio de Nicea, como san Atanasio, a los que había reprimido ferozmente. Sin embargo, rápidamente queda en la memoria de todos los cristianos como un destructor de ídolos martirizado por el emperador Juliano el Apóstata. En el siglo VI, sus reliquias se trasladaron de Antioquía a Constantinopla.

## Hagiografía
Se le reconoce como un santo por su martirio. Su fiesta se celebra el 20 de octubre. Su lugar de culto es la Iglesia de san Juan, el Precursor (Juan el Bautista) en Constantinopla. San Artemio es invocado por aquellos que sufren de hernias.

### LaPassio Artemii
Esta hagiografía griega de fecha dudosa (probablemente siglos VIII o IX), atribuida en algunos manuscritos a «Juan de Rodas» y en otros a Juan Damasceno, da una versión bastante novelesca de la vida del santo: le habrían condenado a muerte no por sus violentas actuaciones en Alejandría, sino por defender a dos presbíteros, Eugenio y Macario, condenados por Juliano. El autor parece olvidar que Artemio era arriano.

### Más reciente
Según su segundo hagiógrafo Alban Butler, en el siglo XVII, Artemio no habría sido arriano y habría facilitado la huida de san Atanasio.